# Werner Pfeil (Politiker)

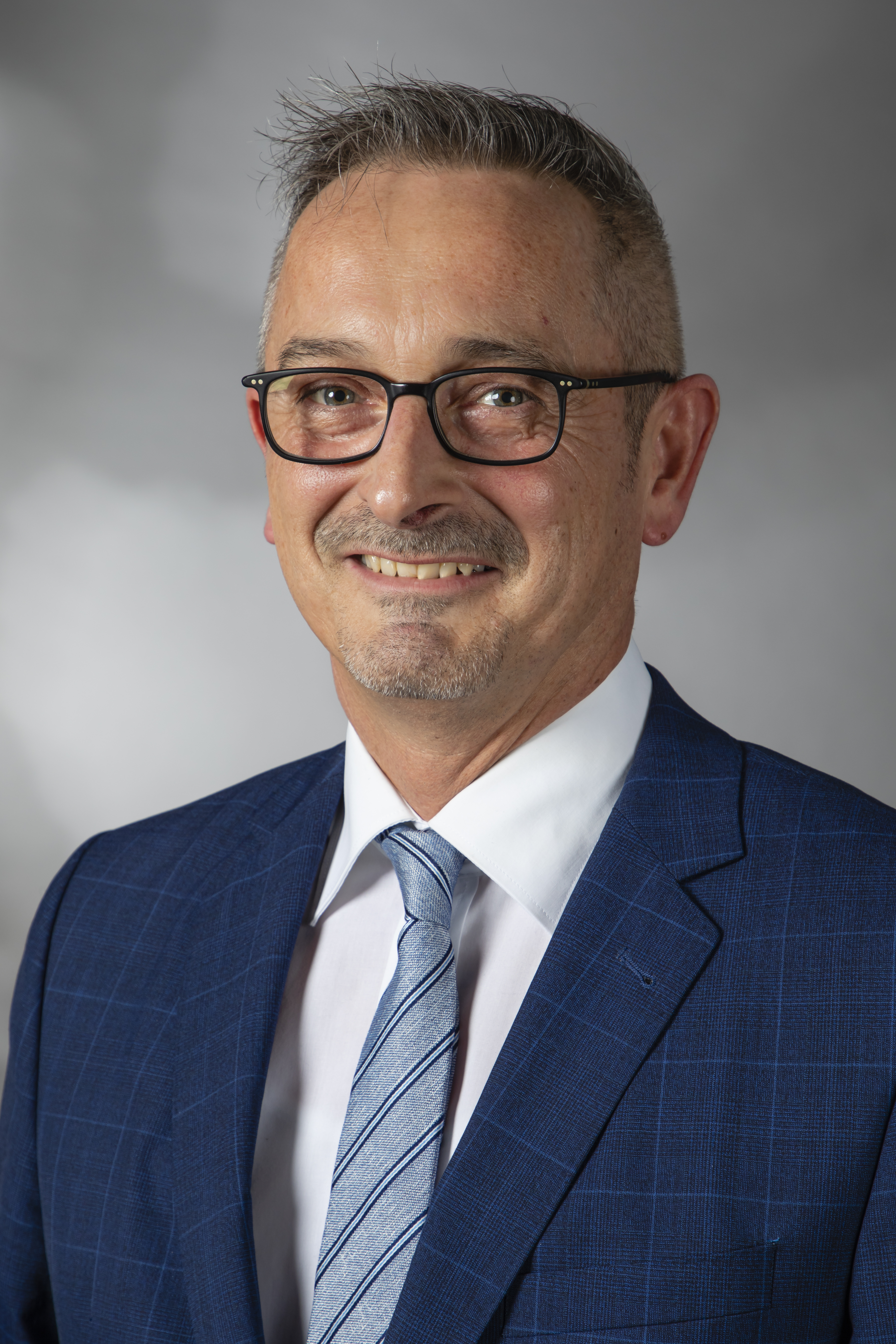
Werner Pfeil (2019)

Werner Pfeil (* 21. März 1966 in Stolberg, Rheinland) ist ein deutscher Rechtsanwalt, Politiker (FDP) und seit 1. Juni 2017 Abgeordneter im Landtag Nordrhein-Westfalen.

## Leben
Werner Pfeil wurde im Jahr 1966 in Stolberg/Rhld. geboren. Im Jahr 1987 immatrikulierte er sich an der Universität Trier. Nach einem Studienaufenthalt im Spätsommer 1990 an der London School of Economics and Political Science (LSE) legte er im Sommer 1992 das Erste Juristische Staatsexamen in Rheinland-Pfalz ab. Im Herbst 1992 erlangte er das „Zertifikat über interdisziplinäre europäische Studien“ der Universität Trier, 1994–1995 war er Rechtsreferendar am Pfälzischen Oberlandesgericht Zweibrücken und wissenschaftlicher Mitarbeiter am Lehrstuhl von Reiner Schulze, Direktor des Instituts für Deutsches und Europäisches Privatrecht, Universität Münster, außerdem Mitarbeiter bei der Europäischen Rechtsakademie in Trier.
Im Jahr 1996 wurde er als Rechtsanwalt beim Landgericht Aachen zugelassen. Er erhielt in jenem Jahr ein Stipendium der Robert-Schuman-Stiftung, Paris, und nahm am Fachanwaltslehrgang für Steuerrecht teil.
1998 wurde seine Dissertation über „Historische Vorbilder und Entwicklung des Rechtsbegriffs der Vier Grundfreiheiten im Europäischen Gemeinschaftsrecht“ angenommen. In der Folge hat er neben seiner anwaltlichen Tätigkeit an diversen Veröffentlichungen gearbeitet. 2005 verlieh der Vorstand der Rechtsanwaltskammer Köln ihm nach bestandenem Lehrgang und Prüfung die Bezeichnungen Fachanwalt für Miet- und Wohnungseigentumsrecht sowie Fachanwalt für Bau- und Architektenrecht. 2008 erweiterte die Kanzlei und zog aus dem alten Amtsgericht Stolberg in das Gebäude der ehemaligen Deutschen Bank in Stolberg.

## Politik
Pfeil ist seit 1999 Mitglied der FDP und war zunächst als sachkundiger Bürger im Kreistag tätig. Im Jahr 2006 wurde er Kreisvorsitzender des Kreisverbandes der FDP Aachen Land und seit dieser Zeit ebenfalls stellvertretender Bezirksvorsitzender des Bezirks Aachen. Den Kreisvorsitz hat er 2022 nach 16 Jahren abgegeben und den die Mitarbeit im Bezirksvorstand 2024. Er war Mitglied des alten Kreistages Aachen und hat für die FDP-Fraktionen von Stadt und Kreis Aachen in den Jahren 2006/2007 die Gespräche begleitet, die zur Gründung der StädteRegion Aachen durch das Gesetz zur Bildung der StädteRegion Aachen vom 26. Februar 2008 geführt haben. Pfeil war im alten Kreistag und auch im StädteRegionstag, dem er von 2009 bis 2024 angehörte, in den Legislaturperioden 2005–2010, 2010–2015 und 2015–2020 stellvertretender Fraktionsvorsitzender der FDP-Fraktion.
Seit 2010 war er Fraktionsvorsitzender der FDP-Fraktion zunächst in der Regio e. V. und hat dort im Satzungskonvent für seine Fraktion an den Gesprächen zur Gründung des Zweckverbands Region Aachen und deren Satzung mitgearbeitet. Im neu gegründeten Zweckverband Region Aachen ist er seit 2012 bis heute Fraktionsvorsitzender der FDP-Fraktion. Von 2014 bis 2022 war er Mitglied des NRW Landesvorstands der FDP und wurde bei der Landtagswahl im Mai 2017 in den Landtag von NRW auf Listenplatz 12 gewählt. Er kandidierte zudem im Landtagswahlkreis Aachen III, wo er 7,7 % der Erststimmen erhielt. Bei der Landtagswahl 2022 kandidierte er erneut für das Direktmandat im Wahlkreis Aachen III, erhielt 5,2 % der Erststimmen und zog über Platz 11 der Landesliste in den Landtag ein.

## Tätigkeit als Mitglied im Landtag von Nordrhein-Westfalen
Werner Pfeil gehört dem Landtag seitdem 14. Mai 2017 an und engagiert sich derzeit sich in folgenden Funktionen bzw. Gremien:
- Vorsitzender und ordentliches Mitglied des Rechtsausschusses sowie Sprecher FDP-Fraktion im Rechtsausschuss
- ordentliches Mitglied und Sprecher der FDP-Fraktion im Ausschuss für Europa und Internationales
- ordentliches Mitglied und Sprecher der FDP-Fraktion im Parlamentarischen Untersuchungsausschuss II Hochwasserkatastrophe
- ordentliches Mitglieder des Parlamentarischen Untersuchungsausschusses OVG Besetzung Münster
- Stellvertretendes Mitglied im Innenausschuss
- Stellvertretendes Mitglied im Ausschuss für Frauen und Gleichstellung
- Stellvertretendes Mitglied im Wahlprüfungsausschuss
- Stellvertretendes Mitglied der Enquetekommission Künstliche Intelligenz

## Karneval/ Kultur
Im Jahr 2010 wurde er von der Mitgliederversammlung des Aachener Karnevalsvereins ggr. 1859 e. V. (AKV) zum Präsidenten gewählt. Dieses Amt bekleidete er als 19. Präsident des Vereins bis August 2022. Unter seiner 12-jährigen Präsidentschaft hat die Mitgliederversammlung auf seinen Antrag hin die Satzung geändert und Frauen die Mitgliedschaft eröffnet. Der Verein hat den gesamten Filmbestand digitalisiert und sich den neuen Medien aktiv zugewandt. Zahlreiche neue Veranstaltungsformate wurden umgesetzt und im Corona-Jahr 2021 wurde zum ersten Mal in der Geschichte des AKV aufgrund der damals geltenden coronabedingten Kontaktverbote die erste Online-Prinzenproklamation in der Geschichte des AKV durchgeführt, wobei der designierte Prinz, Guido I, und Werner Pfeil alleine im Aachener Quellenhof die Proklamation durchführten, Elferrat, Hofstaat und sonstige Würdenträger wurden online zugeschaltet. Die Aachener Karnevalisten konnten dies im Internet verfolgen. In seiner Zeit als Präsident hat er mit seinem Elferrat folgende Personen mit dem Orden wider den tierischen Ernst ausgezeichnet: Karl-Theodor zu Guttenberg (2011), Ottfried Fischer (2012), Cem Özdemir (2013), Christian Lindner (2014), Annegret Kramp-Karrenbauer (2015), Philipp zu Guttenberg (2015), Markus Söder (2016), Gregor Gysi (2017), Winfried Kretschmann (2018), Julia Klöckner (2019), Armin Laschet (2020) und Iris Berben (2021 und 2022 coronabedingt). Die Veranstaltungen wurden in der ARD übertragen.
Seit 2010 gehört er dem Beirat der Sammlung Crous gGmbH an. Seit 2025 ist er der Geschäftsführer der gemeinnützigen Sammlung Crous.

## Veröffentlichungen
- Die Mehrsprachigkeit in der Europäischen Union – eine Frage von Verfassungsrang?, in: Lebende Sprachen 1996, S. 1ff
- Der Aspekt der Mehrsprachigkeit in der Union und sein Einfluss auf die Rechtsfortbildung des Europäischen Gemeinschaftsrechts, in: Zeitschrift für Rechtsvergleichung, Internationales Privatrecht und Europarecht 1996, S. 11ff.
- Die Bestimmung des § 110 I Nr. 2 BewG im Lichte der EG-rechtlichen Grundfreiheit des freien Kapitalverkehrs, in: Recht der Internationalen Wirtschaft 1996, S. 788ff.
- 40 Jahre Römische Verträge: der deutsche Beitrag, Tagungsbericht anlässlich des 90. Geburtstages von Dr. h. c. Hans von der Groeben, in: Integration, Heft 3 1997, S. 193ff.
- Einstweiliger Rechtsschutz gegen EU-Recht vor dem EuGH, in: JA 1997, S. 695ff.
- Historische Vorbilder und Entwicklung des Rechtsbegriffs der „Vier Grundfreiheiten“ im Europäischen Gemeinschaftsrecht, Frankfurt-Berlin-Bern-New York, 1998
- Das Konzept des „Gemeinsamen Marktes“ und die Berücksichtigung historischer Vorbilder während der Verhandlungen durch die deutschen Ministerien Anfang der 50er Jahre, in: Hrbek/Schwarz (Hrsg.): 40 Jahre Römische Verträge: Der deutsche Beitrag, Dokumentation der Konferenz anläßlich des 90. Geburtstages von Dr. hc. Hans von der Groeben, Baden-Baden, 1998, S. 139ff.
- Ein Grundrecht auf die eigene Rechtssprache im Gemeinschaftsrecht?, in: Schulze/de Groot (Hrsg.): Recht und Übersetzen, Tagungsband des Symposiums – Sommer 1997 in Maastricht, Baden-Baden, 1998, S. 125ff.
- Die Notwendigkeit der Förderung der Mehrsprachigkeit im Europäischen Bildungswesen als Folge einer sich im Wandel befindlichen europäischen Sprachpolitik, in: Recht der Jugend und des Bildungswesens, Heft 1/1999, S. 43ff.
- Mehrfachzweckverbände und Eurodistrikte, ein Beitrag zur Verwaltungsreform und zur europäischen Integration, in: Neue Zeitschrift für Verwaltungsrecht, 2006, S. 787ff.
- Der Mensch steht höher als Technik und Maschine – Benötigen wir ein Grundrecht zum Schutz vor Künstlicher Intelligenz?, in: Zeitschrift zum Innovations- und Technikrecht (InTeR) 2020, 82–89
- Leinen los und Fahrt voraus! – Evolutionäre Algorithmen, Künstliche Intelligenz und Legal Tech ändern das Recht, die Rechtsordnung und den Zugang zum Recht, in: Zeitschrift zum Innovations- und Technikrecht (InTeR) 2020, 17–25
- Verfassungswidrige Urteile des gesetzlichen Richters mit ChatGPT, in: Zeitschrift zum Innovations- und Technikrecht (InTeR) 2023, 129–134
- Der Einsatz von Drohnen durch öffentliche Stellen, das allgemeine Persönlichkeitsrecht der Bürger und die eingeschränkte Datenerhebung bei fehlender Rechtsgrundlage, in: Zeitschrift zum Innovations- und Technikrecht (InTeR) 2024, 46–49